# Даблацихе
Даблацихе (груз. დაბლაციხე) — село в Грузии, на территории Чохатаурского муниципалитета края (мхаре) Гурия.

## География
Село находится в западной части Грузии, на правом берегу реки Супсы, на расстоянии приблизительно 1 километра (по прямой) к юго-востоку от посёлка городского типа Чохатаури, административного центра муниципалитета. Абсолютная высота — 296 метров над уровнем моря.

## Население
По результатам официальной переписи населения 2014 года, в Даблацихе проживало 279 человек (140 мужчин и 139 женщин). В национальной структуре населения грузины составляли 99,6 %, русские — 0,4 %.
| Год  | Население, человек |
| ---- | ------------------ |
| 2002 | 369                |
| 2014 | ↘ 279              |